# 頸神經叢
頸神經叢（Cervical plexus）是發源自前四對頸神經（C1-C4）前枝的一個神經叢，位于胸鎖乳突肌上部的深面中斜角肌和肩胛提肌的前方，位於脊椎橫突外側、脊椎前（prevertebral）肌肉內側，並與副神經、舌下神經、交感神經幹形成吻合（anastomosis）。頸神經叢支配頭部後側與部分頸部的肌肉，各分支由頸部後三角邊界、胸鎖乳突肌中點上的頸神經點分岔出來。

## 分支
頸神經叢的分支主要分為皮支（Cutaneous branches）與肌肉支（Muscular branches）。
- 皮支（4個分支）：
  - 枕小神經：C2，支配外耳後上方的頭皮。
  - 耳大神經：C2&3，支配耳廓與耳道一帶的皮膚。
  - 頸橫神經（英语：Transverse cervical nerve）：C2&3，支配頸部前面的皮膚。
  - 鎖骨上神經（英语：Supraclavicular nerve）：C3&4，支配鎖骨上下的皮膚。[4]
- 肌肉支
  - 頸襻：C1-C3，支配舌骨下肌群（英语：Infrahyoid muscles）（Strap muscles）。
  - 分節支（Segmental branches）：C1-C4，支配前斜角肌（英语：scalenes）與中斜角肌。
  - 提肩胛肌（英语：levator scapulae muscle）支：C3-C4，該肌肉另外也有來自臂神經叢（Brachial plexus，C5-T1）的肩胛背神經（英语：dorsal scapular nerve）（C5（英语：cervical spinal nerve 5））支配。
  - 膈神經：C3-C5，以C4為主，支配橫膈與心包膜。

## 其他圖片

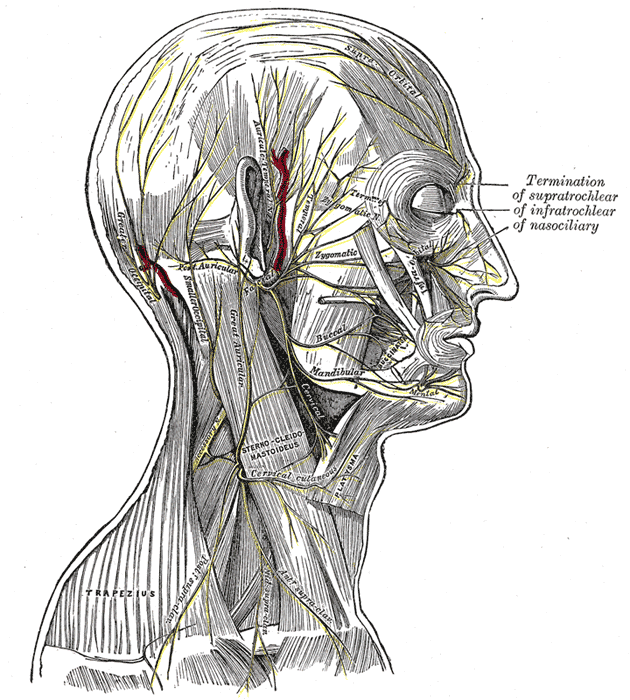
頭皮、臉部與側頸的神經。
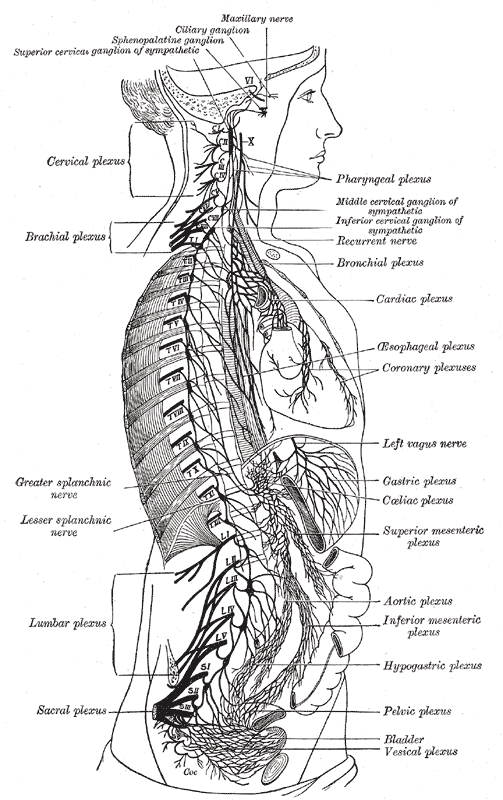
右側交感神經，連結胸、腹及骨盆內的神經叢。
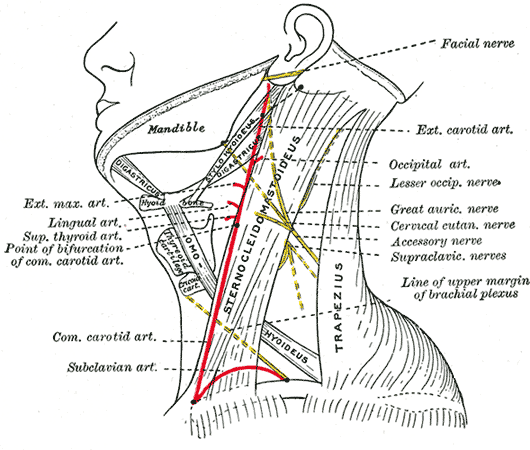
側頸的表面解剖地標